# Vlastimil Hort
Vlastimil Hort (12. ledna 1944 Kladno – 12. května 2025) byl československý šachista a od roku 1985, kdy emigroval z tehdejšího komunistického Československa, německý šachový velmistr a šachový teoretik. Mezinárodním mistrem se stal roku 1962 a titul velmistra mu byl udělen roku 1965.
Největšího úspěchu dosáhl Hort v mezipásmovém turnaji mistrovství světa v Manile roku 1976, kde skončil třetí a postoupil do turnaje kandidátů 1977, ve kterém v boji o postup mezi nejlepší čtyři prohrál s Borisem Spasským. V tomto roce byl v žebříčku FIDE na 6. místě, což je zatím nejvyšší pozice dosažená československým či českým hráčem.
Hort je šestinásobným mistrem Československa v šachu. Zvítězil v letech 1970, 1971, 1972 a 1975; v turnajích s mezinárodní účastí uspořádaných v letech 1969 a 1977 obsadil shodně třetí místo a umístil se první mezi československými hráči. Zvítězil v mistrovství Spolkové republiky Německo v letech 1987, 1989 a 1991. Úspěšně se účastnil řady dalších turnajů a vyhrál více než šedesát z nich (např. v Hastingsu 1967/68, v Havaně, v Havířově a v Luhačovicích 1971, v Reykjavíku 1972, na Slunečním pobřeží 1974, v Hastingsu 1974/75 a 1975/76, v Banja Luce 1976, v Polanica Zdroji a v Londýně 1977).
V letech 1960–1984 reprezentoval Hort Československo na jedenácti šachových olympiádách a byl společně s Janem Ambrožem, Vlastimilem Jansou, Janem Smejkalem a dnes slovenskými hráči Ľubomírem Ftáčnikem a Jánem Plachetkou členem družstva, které na šachové olympiádě roku 1982 v Lucernu skončilo na druhém místě. Později se stal trenérem německého reprezentačního družstva.
V roce 1995 spoluorganizoval v Praze šachový turnaj POLKA, kterého se i sám zúčastnil. Turnaje se účastnila dvě pětičlenná družstva, která odehrála 10 kol. Turnaj měl hvězdné obsazení: Na jedné straně slavní veteráni ve složení Boris Spasskij, Viktor Korčnoj, Vasilij Smyslov, Vlastimil Hort a Lajos Portisch. Na straně druhé nastoupily nejlepší ženy světového šachu – Judit Polgárová, Zsusza Polgárová, Nana Ioselianiová, Pia Cramlingová a Sie Ťün. Turnaj zaznamenal velkou diváckou pozornost a patří k těm nejlepším, které v České republice proběhly.
Od roku 2006 nastupoval v Pražském přeboru družstev za ŠK PORG.
U příležitosti 65. narozenin obdržel Vlastimil Hort Čestnou zlatou plaketu prezidenta republiky.
V posledních letech stále častěji trpěl postupující cukrovkou. Nakonec už nemohl chodit a musel se vzdát hraní šachů, pořádání simultánních výstav a cestování. Zemřel 12. května 2025 ve věku 81 let.

## Šachové literární dílo
- Vlastimil Hort: Begegnungen am Schachbrett: So spielen Profis. Rau-Verlag, Düsseldorf 1984. ISBN 3-7919-0218-0
- Vlastimil Hort: Schwarzweise Erzählungen. Köln: Bärenhort, 1989. 235 s.
- Vlastimil Hort, Vlastimil Jansa: Zahrajte si šachy s velmistry
- Vlastimil Hort, Josef Přibyl: Pirc-Ufimcevova obrana: 1. e2-e4 d7-d6, 2. d2-d4 Jg8-f6
- Vlastimil Hort: Budu-li mít kliku
- Vlastimil Hort: O šachový trůn (Spasskij–Fischer)
- Vlastimil Hort: Utkání století SSSR-svět (Bělehrad 29.3. – 6.4.1970)